# Rucqueville
Rucqueville és un municipi francès situat al departament de Calvados i a la regió de Normandia. L'any 2007 tenia 128 habitants.

## Demografia

### Població
El 2007 la població de fet de Rucqueville era de 128 persones. Hi havia 48 famílies de les quals 4 eren unipersonals (4 homes vivint sols), 12 parelles sense fills, 28 parelles amb fills i 4 famílies monoparentals amb fills.
La població ha evolucionat segons el següent gràfic:
Habitants censats

### Habitatges
El 2007 hi havia 49 habitatges, 47 eren l'habitatge principal de la família i 2 estaven desocupats. Tots els 49 habitatges eren cases. Dels 47 habitatges principals, 45 estaven ocupats pels seus propietaris i 2 estaven llogats i ocupats pels llogaters; 1 tenia dues cambres, 1 en tenia tres, 3 en tenien quatre i 42 en tenien cinc o més. 38 habitatges disposaven pel capbaix d'una plaça de pàrquing. A 9 habitatges hi havia un automòbil i a 36 n'hi havia dos o més.

### Piràmide de població
La piràmide de població per edats i sexe el 2009 era:
| Homes | Edats   | Dones |
| ----- | ------- | ----- |
| 0     | 95 o +  | 0     |
| 0     | 90 a 94 | 0     |
| 0     | 85 a 89 | 0     |
| 0     | 80 a 84 | 0     |
| 4     | 75 a 79 | 12    |
| 0     | 70 a 74 | 0     |
| 0     | 65 a 69 | 0     |
| 4     | 60 a 64 | 4     |
| 0     | 55 a 59 | 0     |
| 4     | 50 a 54 | 4     |
| 8     | 45 a 49 | 0     |
| 12    | 40 a 44 | 12    |
| 4     | 35 a 39 | 12    |
| 0     | 30 a 34 | 0     |
| 4     | 25 a 29 | 0     |
| 0     | 20 a 24 | 4     |
| 4     | 15 a 19 | 8     |
| 4     | 10 a 14 | 16    |
| 8     | 5 a 9   | 12    |
| 0     | 0 a 4   | 0     |

## Economia
El 2007 la població en edat de treballar era de 96 persones, 72 eren actives i 24 eren inactives. De les 72 persones actives 71 estaven ocupades (37 homes i 34 dones) i 1 aturada (1 home). De les 24 persones inactives 6 estaven jubilades, 12 estaven estudiant i 6 estaven classificades com a «altres inactius».
Activitats econòmiques
Dels 4 establiments que hi havia el 2007, 1 era d'una empresa de fabricació d'altres productes industrials, 1 d'una empresa de construcció, 1 d'una empresa de transport i 1 d'una entitat de l'administració pública.
L'únic servei als particulars que hi havia el 2009 era una fusteria.
L'any 2000 a Rucqueville hi havia 3 explotacions agrícoles que ocupaven un total de 186 hectàrees.

## Poblacions més properes
El següent diagrama mostra les poblacions més properes.